# Alepisaurus
Alepisaurus – rodzaj morskich ryb skrzelokształtnych z rodziny żaglonowatych (Alepisauridae).

## Klasyfikacja
Gatunki zaliczane do tego rodzaju:
- Żaglon (Alepisaurus ferox)[3]

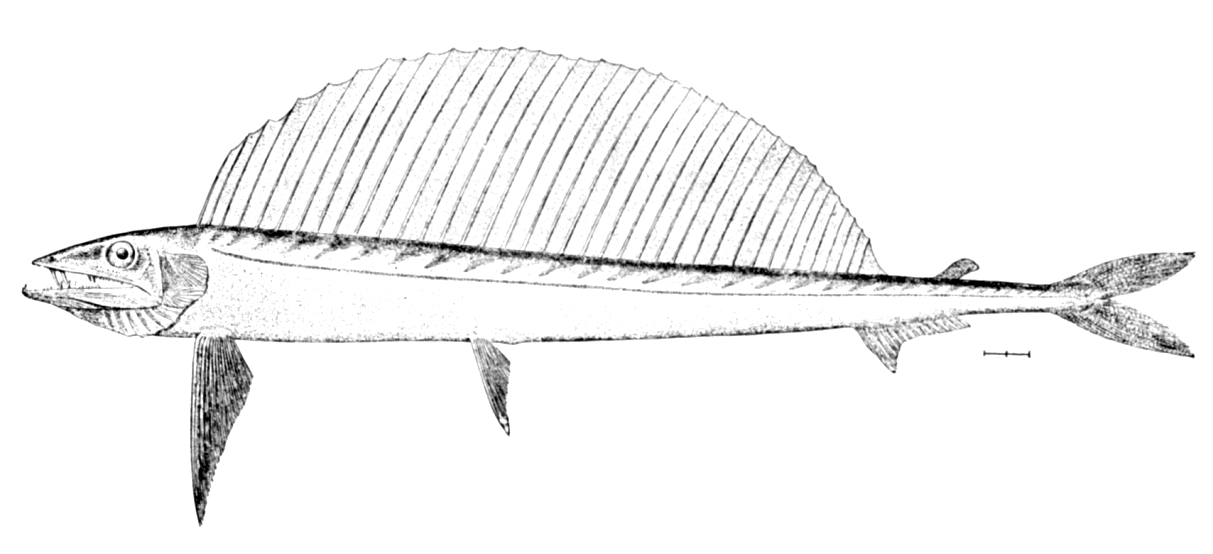
Alepisaurus brevirostris

- Alepisaurus brevirostris

Gatunkiem typowym jest A. ferox.